# 2003년 하계 스페셜 올림픽

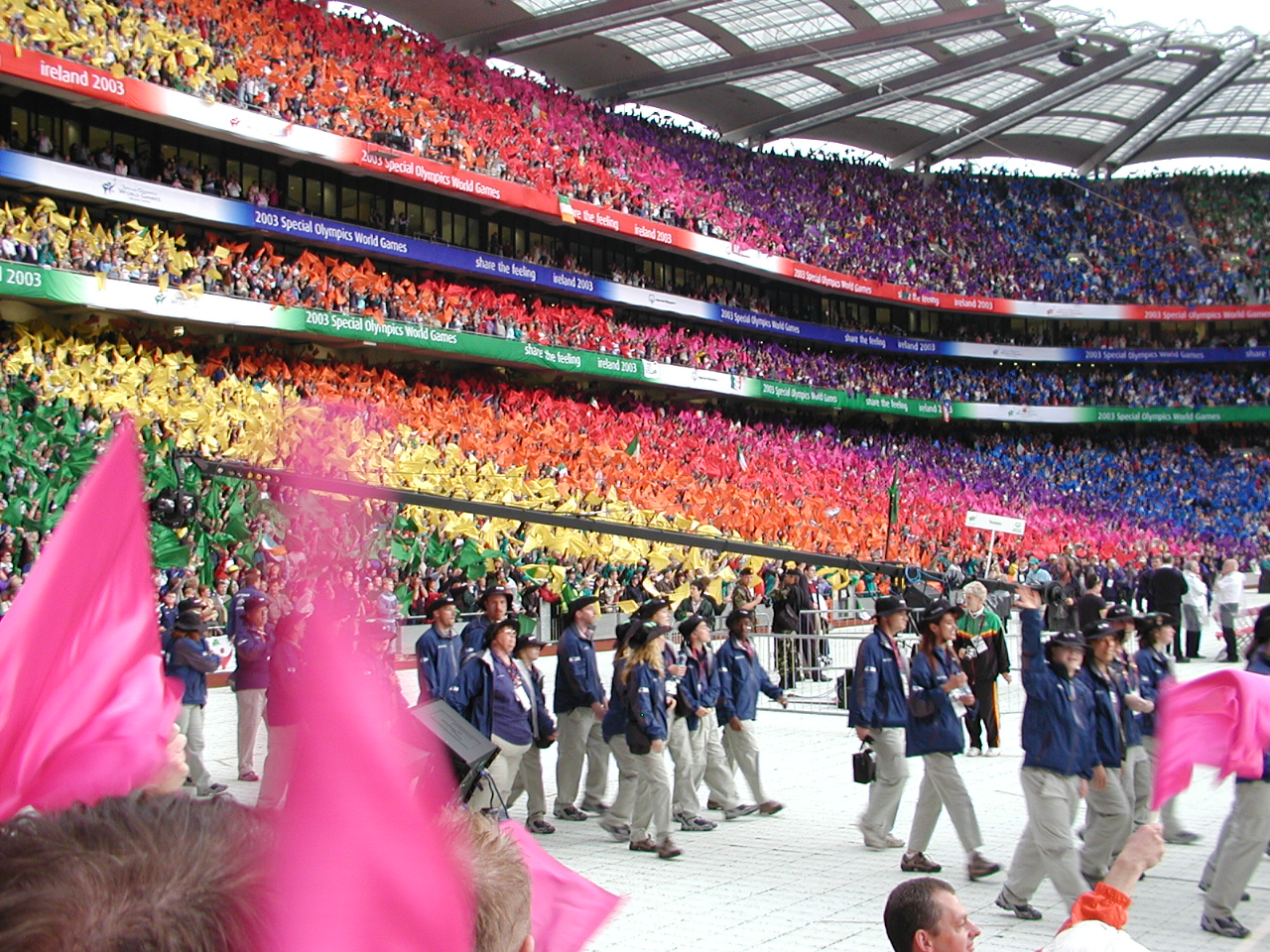

제11회 하계 스페셜 올림픽 세계 대회는 2003년 6월 21일부터 6월 29일까지 아일랜드 더블린에서 열린 스페셜 올림픽이다.